# Igła krawiecka

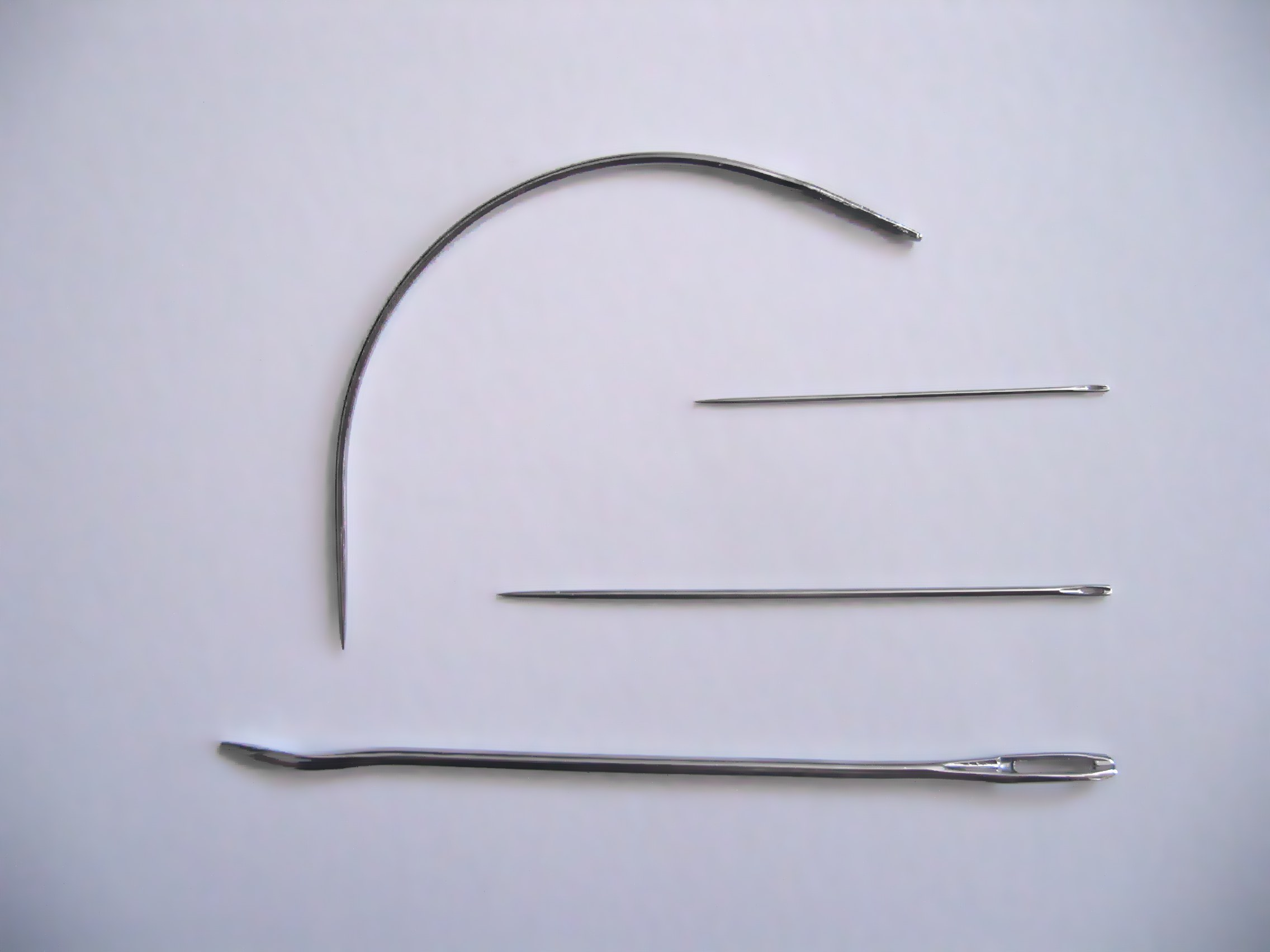
Zestaw igieł krawieckich

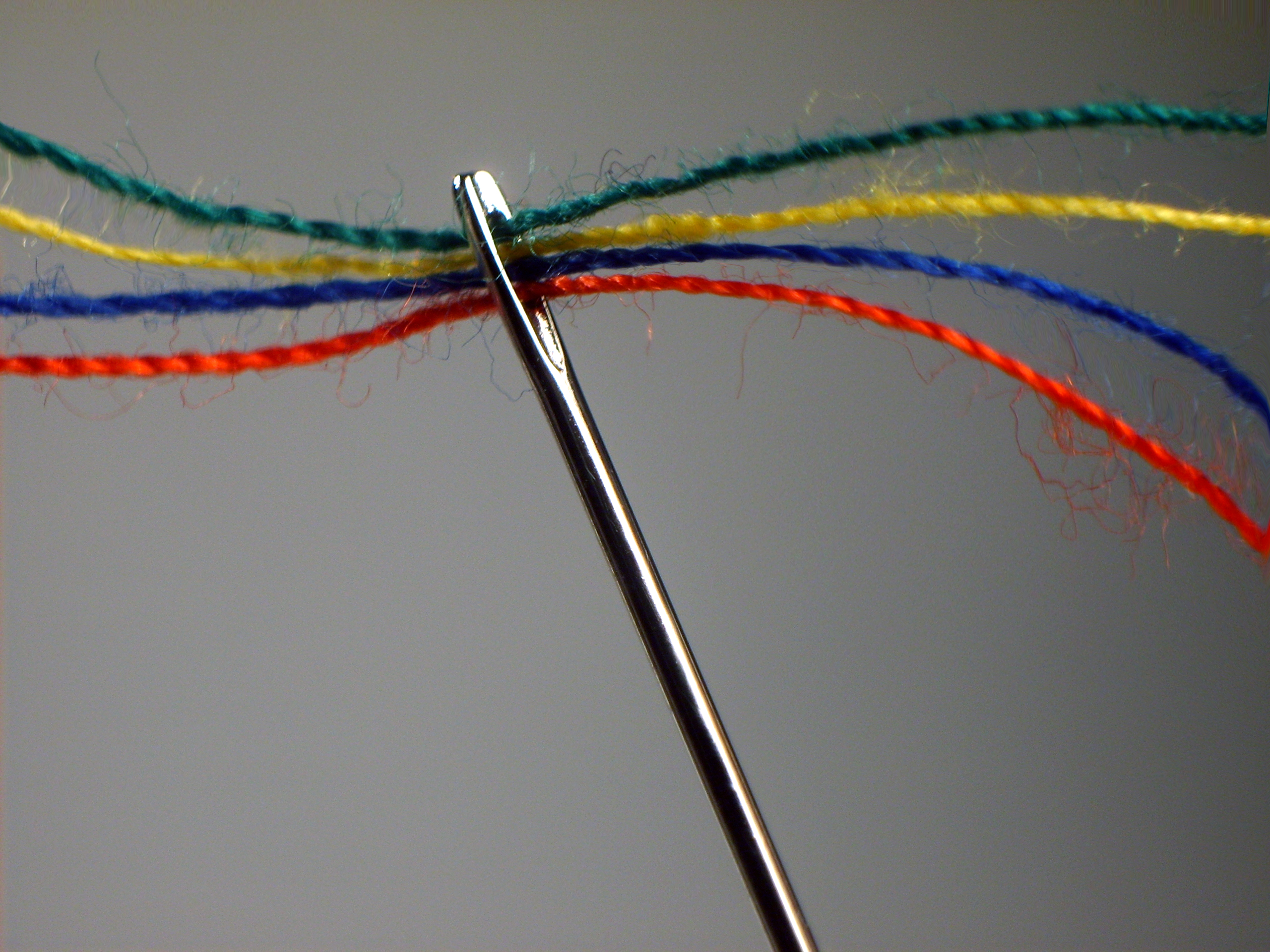
Igła z nawleczonymi nitkami

Igła krawiecka – podłużny, smukły obiekt zakończony z jednej strony ostrą końcówką, a z drugiej tzw. oczkiem (uchem) do przewlekania nitki, służący do szycia.
Współcześnie igły robi się z wysokowęglowego stalowego drutu, który jest zabezpieczony przed korozją cienką warstwą niklu lub złota. Tradycyjnie igły przechowywane są w pojemnikach, które z czasem stały się elementami ozdobnymi.

## Historia
Pierwsze igły krawieckie wykonywane były z kości zwierzęcej lub drewna. Datę powstania pierwszych igieł szacuje się na ok. 16 tys. lat temu. Wynalezienie igły zmieniło diametralnie życie ówczesnych ludzi. Zamiast tradycyjnie noszonych skór, przerzucanych przez ciało i wiązanych, ludzie zaczęli nosić skóry zszyte.
Za pomocą igły ludzie nauczyli się szyć ubrania, tak aby były dopasowane. Z tamtych czasów datują się już skóry noszone z kapturem, czego dowodem są ryciny na ścianach jaskini Gabillou we Francji.
Dzięki igle pierwotni ludzie nauczyli się zszywać worki ze skóry na tyle precyzyjnie, że potrafiły one być nieprzepuszczalne dla przechowywanej w nich wody. Ten wynalazek umożliwiał bardziej długotrwałe wędrówki ludzi w terenach ubogich w wodę.